# Lewis McLear
Lewis McLear (* 26. Mai 1996 in Bellshill) ist ein schottischer Fußballspieler. Der Mittelfeldspieler stand zuletzt beim FC St. Mirren in der Scottish Championship unter Vertrag.

## Vereinskarriere
Lewis McLear wurde im Jahr 1996 in Bellshill, einem Vorort von Glasgow geboren. Seine Fußballkarriere begann er beim FC St. Mirren aus der rund elf Kilometer westlich der Metropole gelegenen Stadt Paisley. Für die Saints spielte er in der Jugend bis zu der U-20-Mannschaft, bevor er im Dezember 2014 im Alter von 18 Jahren sein Profidebüt gab. Im Erstligaspiel gegen den FC Motherwell stand er dabei in der Startelf. Im April 2015 unterschrieb McLear seinen ersten Profivertrag bei den Saints der bis zum Sommer 2018 laufen wird. In der Saison 2014/15 am McLear elfmal unter Ian Murray in der Scottish Premiership zum Einsatz, am Ende der Spielzeit stieg er mit dem Verein jedoch aus der ersten Liga ab. Nachdem er in der folgenden Zweitligasaison 2015/16 unter Ian Murray und dessen Nachfolger Alex Rae bis zum Januar 2016 nur dreimal zum Einsatz gekommen war, wurde er bis zum Saisonende an den Viertligisten Stirling Albion verliehen. Für den Verein spielte er zwölfmal und erzielte zwei Tore, bevor er im Juli 2016 zurück zu den Saints kam.